# Zbigniew Sawan

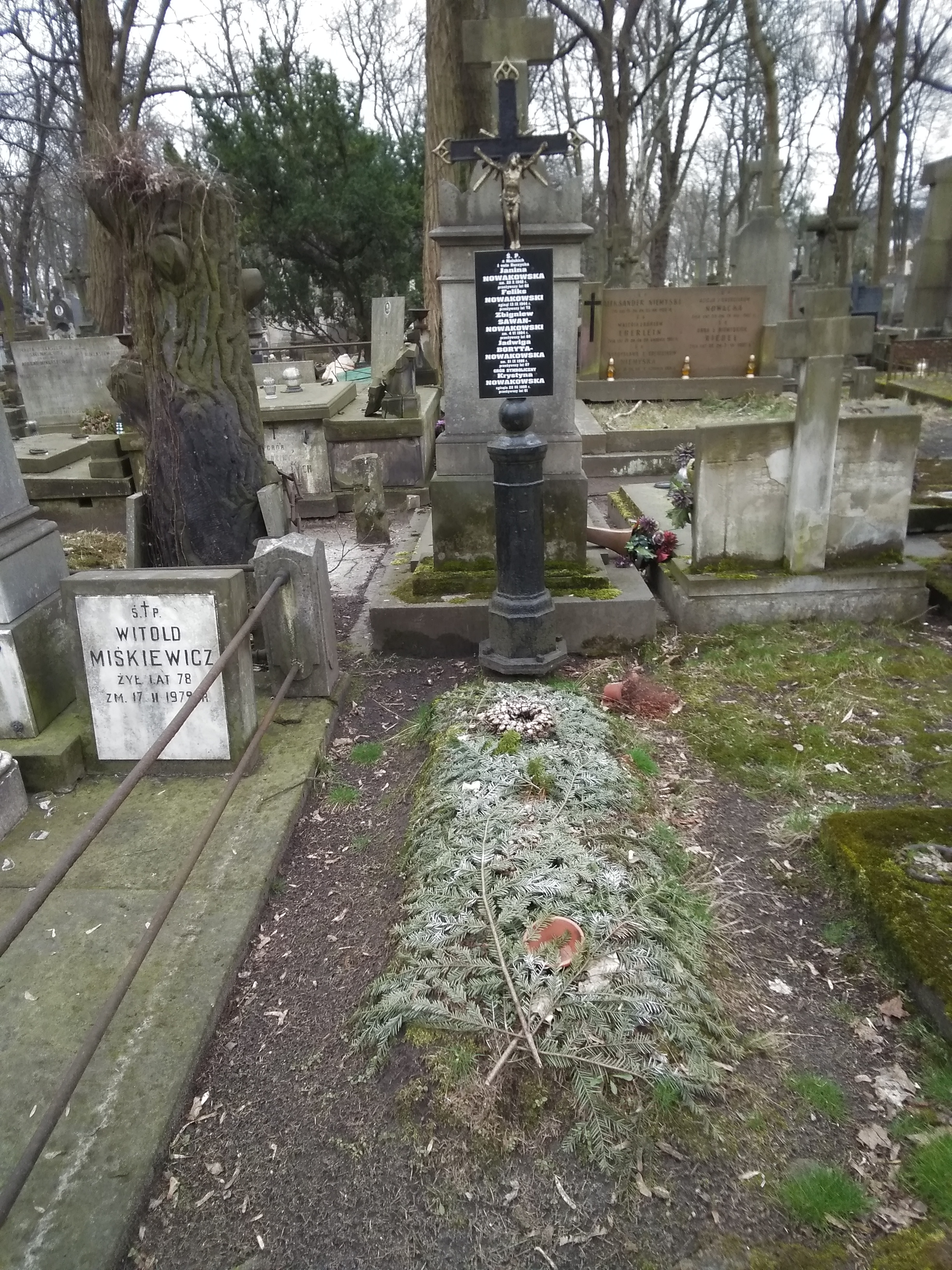
Mormântul lui Zbigniew Sawan în Cimitirul Powązki

Zbigniew Sawan, pe numele real Zbigniew Nowakowski, (n. 14 aprilie 1904, Voskresenovka⁠(d), Kursk Uyezd⁠(d), gubernia Kursk, Imperiul Rus – d. 4 iunie 1984, Varșovia, Polonia) a fost un actor de teatru și film, regizor de teatru și director artistic polonez.

## Biografie

### Cariera interbelică
S-a născut pe 14 aprilie 1904 în satul Voskresenovka (în poloneză Woskresienówka) din gubernia Kursk (Rusia) și a primit la naștere numele Zbigniew Nowakowski. A fost fratele actriței Jadwiga Nowakowska-Boryta (1908-1995). Începând de la vârsta de 14 ani a locuit la Varșovia. La vârsta de 16 ani a făcut parte din unitățile de cavalerie ușoară cu care a luat parte la apărarea Varșoviei și la contraofensiva din 1920. În perioada 1923-1926 a studiat la Facultatea de Teatru a Conservatorului din Varșovia, iar apoi – în sezonul 1926/1927 – a făcut parte din trupa Teatrului Municipal „Juliusz Słowacki” din Cracovia și a jucat, printre altele, rolurile Don Henryk în Książę Niezłomny de Juliusz Słowacki, Christian în Cyrano de Bergerac de Edmond Rostand și Parys în Akropolis de Stanisław Wyspiański.
A jucat ca actor la Teatrul Municipal „Juliusz Słowacki” din Cracovia (1926-1929), efectuând turnee la Kielce, Bydgoszcz și Stanisławów, și în anii 1927-1931 a colaborat cu studiourile de film, apărând în mai multe filme, alături de Maria Malicka și Aleksander Węgierko. În perioada 1931-1939 a rămas la Varșovia, unde a jucat pe scenă și a urmat studii la Facultatea de Regie a Institutului Național de Artă Dramatică. A jucat ca actor la cabaretul Morskie Oko (1931-1932), la Teatrul Ateneum (1931-1932) și la Teatrul Popular (1932-1935). A colaborat, de asemenea, cu Teatrul Municipal din Łódź (1933), Teatrul Polonez din Poznań (1934-1935) și Teatrul Municipal „Juliusz Słowacki” din Cracovia (1935). Împreună cu soția sa, Maria Malicka, a condus apoi Teatrul Malicka din Varșovia (1935-1939), unde a fost, de asemenea, actor și regizor. În 1936 a absolvit cursurile Facultății de Regie a Institutului Național de Artă Dramatică din Varșovia și a obținut diploma cu spectacolul Maria Stuart de Juliusz Słowacki, care a avut premiera la 4 octombrie 1937.
În primii ani ai ocupației germane (1940-1941) Zbigniew Sawan a lucrat ca ospătar la Cafeneaua Artiștilor de Film din Varșovia și, în același timp, ca actor și regizor la cabaretul Na Antresoli. A făcut parte din mișcarea de rezistență poloneză. Ca parte a represaliilor organizate după asasinarea de către membrii rezistenței a actorului colaboraționist Igo Sym de la 7 martie 1941, a fost arestat și închis în Penitenciarul Pawiak și apoi deportat în lagărul de concentrare Auschwitz-Birkenau.

### Cariera postbelică
După eliberarea Poloniei, a lucrat la teatrele publice grupate în cadrul organizației artistice Teatrele Dramatice Municipale din Varșovia (1945-1948), jucând, printre altele, în piesele Capriciile Mariannei de Alfred de Musset și Soț și soție de Aleksander Fredro, pe care le-a pus tot el în scenă. În 1947 a efectuat, împreună cu Lidia Wysocka, turnee în diferite orașe ale Poloniei cu spectacolele Po co daleko szukać  de George Bernard Shaw și Freuda teoria snów de Antoni Cwojdziński. În anii 1949–1950 a condus organizația Teatrele Dramatice din Szczecin în calitate de director artistic și director general și a fondat și organizat Teatrul Contemporan din Szczecin. El a fost, de asemenea, inițiatorul construcției scenei de teatru contemporan de la Muzeul Maritim de pe cheiul Wały Chrobrego.
În anii următori a fost regizor la Teatrul pentru Copii din Varșovia (1950), director artistic al Teatrului Muzical al Poporului din Varșovia (1950-1952), actor și regizor la Teatrul „Aleksander Węgierko” din Białystok (1952-1953), actor la Teatrul Nou din Varșovia (1952-1953), director artistic al Operetei Sileziene din Gliwice (1952), regizor la Opereta din Varșovia (1954-1956), Teatrul Minier din Sosnowiec (1955-1957) și Teatrul Dramatic din Varșovia (1957-1959), actor la Teatrul Clasic din Varșovia (1957-1959), director la Teatrul „Aleksander Węgierko” din Białystok (1959-1961), actor la Teatrul Poporului din Varșovia (1961-1962), regizor la Teatrul de Varietăți  din Cracovia (1962-1963) și actor la Teatrul Clasic din Varșovia (1963–1970).
A jucat, printre altele, în piesele Bancroftowie de Jerzy Broszkiewicz în rolul lui James Bancroft, Mult zgomot pentru nimic de William Shakespeare în rolurile Benedict și Don Pedro, Îmblânzirea scorpiei de William Shakespeare în rolul Lucentio și Henric al VI-lea la vănătoare de Wojciech Bogusławski în rolul principal. A apărut, de asemenea, în numeroase filme și seriale de televiziune.
Zbigniew Sawan a fost căsătorit de trei ori: mai întâi cu Maria Malicka (din 13 septembrie 1929), cu care a avut o fiică (născută în 1939), apoi cu Lidia Wysocka (din 1940), cu care a avut un fiu (născut în 1942), și în cele din urmă cu Krystyna Wróblewska (din 1958), cu care a avut un fiu (născut în 1959). A murit în 4 iunie 1984 la Varșovia și a fost înmormântat în Cimitirul Powązki din Varșovia (secțiunea C-VI-20).

## Filmografie
- 1928 – Dzikuska – Witold Leski
- 1928 – Huragan – Tadeusz Orda
- 1928 – Przedwiośnie – Cezary Baryka
- 1929 – Pod banderą miłości – Andrzej
- 1929 – Człowiek o błękitnej duszy – pictorul Jan
- 1929 – Policmajster Tagiejew – Władysław Klicki
- 1930 – Tajemnica lekarza – Robert Paynot
- 1931 – Serce na ulicy – Henryk Baczyński
- 1931 – Uwiedziona – Jerzy Rawicz
- 1932 – Pałac na kółkach – Livenzo
- 1938 – Ostatnia brygada – Dowmunt
- 1939/1946 – Czarne diamenty – Nawrat
- 1939 – Między ustami a brzegiem pucharu – contele Wentzel; film neterminat[11]
- 1962 – Odwiedziny prezydenta – Andrzej
- 1965 – Cenușa – tatăl lui Krzysztof Cedro
- 1965 – Katastrofa – profesorul Grzegorza, tatăl Hankăi
- 1968 – Stawka większa niż życie – general al serviciilor de informații
- 1970 – Epilog norymberski – acuzat
- 1970 – Sygnały MMXX – șeful stației spațiale Luna-Nord
- 1970 – Hydrozagadka – portar
- 1973 – Drzwi w murze – Władek
- 1973 – Wielka miłość Balzaka – tatăl lui Mniszech
- 1974 – Janosik – nobilul Antoni
- 1975 – Honor dziecka – preotul
- 1976 – Amenințarea – bărbat de la petrecere
- 1977 – Akcja pod Arsenałem – tatăl lui Tadeusz Zawadzki
- 1977 – Soldații victoriei – un comunist executat (partea a II-a)
- 1977 – Noce i dnie – oaspetele lui Woynarowski
- 1978 – Okrągły tydzień – Skarbek
- 1978 – Rodzina Połanieckich – proprietarul casei
- 1979 – Aria dla atlety – Clemenceau
- 1981 – Klejnot wolnego sumienia – preotul paroh
- 1981 – Najdłuższa wojna nowoczesnej Europy – șeful oficiului poștal
- 1982 – Dom – profesor
- 1984 – Ceremonia pogrzebowa – preotul de la înmormântare
- 1984 – Umarłem, aby żyć – profesorul bolnav de tifos

## Distincții

### Decorații
- Crucea de Ofițer a Ordinului Polonia Restituta (1966)[4]
- Insigna „Persoană cu merite în regiunea Białystok” (1980)[4]

### Premii
- premiu pentru regizarea spectacolului cu piesa Povestea de Mihail Svetlov de la Teatrul Dramatic (Teatrul Polonez) din Szczecin la Festivalul Național al Artelor Ruse și Sovietice (OFSRiR) de la Katowice (1949)[6]